# Комлаева, Анна Николаевна
Анна Николаевна Комлаева (род. 22 декабря 1979 года) — российская пауэрлифтерша.

## Карьера
Начала тренироваться в 2002 году в Элисте у Г. Н. Зайцева, а на соревнованиях обязанности тренера выполнял другой воспитанник Г. Н. Зайцева — И. Д. Настынов. В это время Анна уже заканчивала институт.
На чемпионате России дебютировала в 2003 году, стала десятой в категории до 48 кг и выполнила норматив мастера спорта.
В 2004 году переехала в Москву и начала работать в МАИ. Её тренером стал ЗТр С. М. Косарев.
Впервые призёром чемпионата России стала лишь в 2008 году, когда с результатом 452,5 кг завоевала бронзу чемпионата России в категории до 52 кг. На чемпионате России 2009 года стала чемпионкой в категории до 56 кг. В 2010 году становится вице-чемпионкой России. В том же году впервые становится чемпионкой Европы.
С 2011 года Анну начинает тренировать Ю. Н. Комлаев.
В 2011 году на чемпионате России в Бердске Анна стала чемпионкой в классическом пауэрлифтинге и бронзовым призёром в пауэрлифтинге с экипировкой, серебряным призёром в жиме лёжа. На чемпионате мира по жиму лёжа Анна становится третьей с результатом 120 кг.
На чемпионате России 2012 года завоёвывает серебро, а на чемпионате России по классическому пауэрлифтингу — золото. В мае 2012 года становится чемпионкой Европы.
В 2013 году становится вице-чемпионкой России по пауэрлифтингу, чемпионкой по классическому пауэрлифтингу и классическому жиму лёжа. Привозит золото с чемпионата Европы. На первом чемпионате мира по классическому пауэрлифтингу становится чемпионкой в категории до 52 кг.
В 2014 году Анна становится вице-чемпионкой России по пауэрлифтингу и жиму лёжа, чемпионкой по классическому пауэрлифтингу. На международной арене Анна заработала бронзу чемпионата Европы по пауэрлифтингу и серебро чемпионата Европы по жиму лёжа.
В конце декабря 2014 года завоевала бронзу чемпионата России по классическому пауэрлифтингу. На первом чемпионате Европы по классическому пауэрлифтингу в марте 2015 года Анна Комлаева завоевала серебро.